# Belize a 2024. évi nyári olimpiai játékokon
Belize a franciaországi Párizsban megrendezett 2024. évi nyári olimpiai játékok egyik részt vevő nemzete volt. Az országot az olimpián 1 sportágban 1 sportoló képviselte, aki érmet nem szerzett.

## Atlétika
Férfi
| Versenyző  | Versenyszám | Selejtező | Selejtező | Selejtező | Előfutam | Előfutam | Előfutam | Elődöntő | Elődöntő | Elődöntő | Döntő   | Döntő    |
| Versenyző  | Versenyszám | Idő       | Hely.     | Össz.     | Idő      | Hely.    | Össz.    | Idő      | Hely.    | Össz.    | Idő     | Helyezés |
| ---------- | ----------- | --------- | --------- | --------- | -------- | -------- | -------- | -------- | -------- | -------- | ------- | -------- |
| Shaun Gill | 100 m       | 11,17     | 6.        | 34.       | kiesett  | kiesett  | kiesett  | kiesett  | kiesett  | kiesett  | kiesett | kiesett  |